# Fuscocephaloziopsis pulvinata
Fuscocephaloziopsis pulvinata är en bladmossart som först beskrevs av Franz Stephani, och fick sitt nu gällande namn av Fulford. Fuscocephaloziopsis pulvinata ingår i släktet Fuscocephaloziopsis och familjen Cephaloziaceae. Inga underarter finns listade i Catalogue of Life.